# Artomyias ussheri
Papa-moscas-de-ussher ou papa-moscas-andorinha (Artomyias ussheri) é uma espécie de ave da família Muscicapidae.
Pode ser encontrada nos seguintes países: Costa do Marfim, Gana, Guiné, Guiné-Bissau, Libéria, Nigéria e Serra Leoa.
Os seus habitats naturais são: florestas secas tropicais ou subtropicais e florestas subtropicais ou tropicais húmidas de baixa altitude.